# Tonnara di Santa Panagia
La Tonnara di Santa Panagia è un edificio situato a nord di Siracusa, nell'omonimo promontorio, sede della tonnara di ritorno in funzione fino al 1970 circa.

## Storia
La storia della tonnara inizia nel 1100 e, dopo un lungo periodo di silenzio, passa sotto l'autorità giuridica della Camera Reginale di Siracusa, in età spagnola. Viene infine ceduta a vari proprietari privati, per la prima volta nel 1655.
I ruderi degli stabilimenti esistenti si possono far risalire al Settecento, probabilmente ricostruiti su un precedente impianto a seguito del terremoto del 1693. Nel 1778 Vivant Denon cita la tonnara col nome di Santa Buonacia passandoci vicino per osservare i resti delle mura dionigiane. La tonnara rimase in funzione sino agli anni cinquanta quando divenne pressoché inattiva a causa dell'introduzione della pesca al tonno con "reti volanti", nonché per l'elevata concentrazione di industrie e raffinerie chimiche nell'area. Dopo il 1961, la tonnara cadde in disuso: tuttavia sono attestate almeno altre due calate di reti da pesca tra il 1965 e il 1970, con lo scopo di non perdere la licenza quinquennale rilasciata dalla Capitaneria di Porto.
Si stima che la tonnara impiegasse mediamente 30 pescatori, salendo oltre le 40 unità nei periodi di maggiore pescato. Oltre al personale dedito alla pesca del tonno, la comunità della tonnara di Santa Panagia era composta anche da un cappellano della chiesa adiacente dedicata a Santa Lucia e dai gestori di una piccola bottega di generi alimentari.

## Il sito
In corrispondenza dell'ingresso del sito sorge una casa cantoniera, oggi abbandonata, che in precedenza ospitava la Stazione di Santa Panagia, la cui presenza permetteva sia ai lavoratori di raggiungere la tonnara, sia di intraprendere attività commerciali verso Catania.
Accanto alla tonnara vi è l'oratorio di Santa Panagia, una piccola chiesa rupestre con affreschi ormai illeggibili, dedicata al culto della Madonna. Dopo anni di totale abbandono, un'associazione ambientalista avrà la gestione del sito per migliorarne la fruizione e la conoscenza.
Attualmente la tonnara versa in gravi condizioni di abbandono e di degrado, tuttavia è stato predisposto un progetto della Regione Siciliana con i fondi di Agenda 2000 per la ristrutturazione e la trasformazione del sito in sede museale dedicata al rapporto tra uomo e mare. Dopo una lunga sospensione per problemi amministrativi, nel settembre 2014 sono stati consegnati i lavori per il restauro e la trasformazione del sito, lavori che per ulteriori problemi non sono mai stati portati a termine fino a oggi. Nel 2021 l'assessorato regionale dei Beni Culturali e dell'identità siciliana ha finanziato degli ulteriori lavori di messa in sicurezza con durata dal 3 febbraio al 31 marzo. 

## Galleria d'immagini

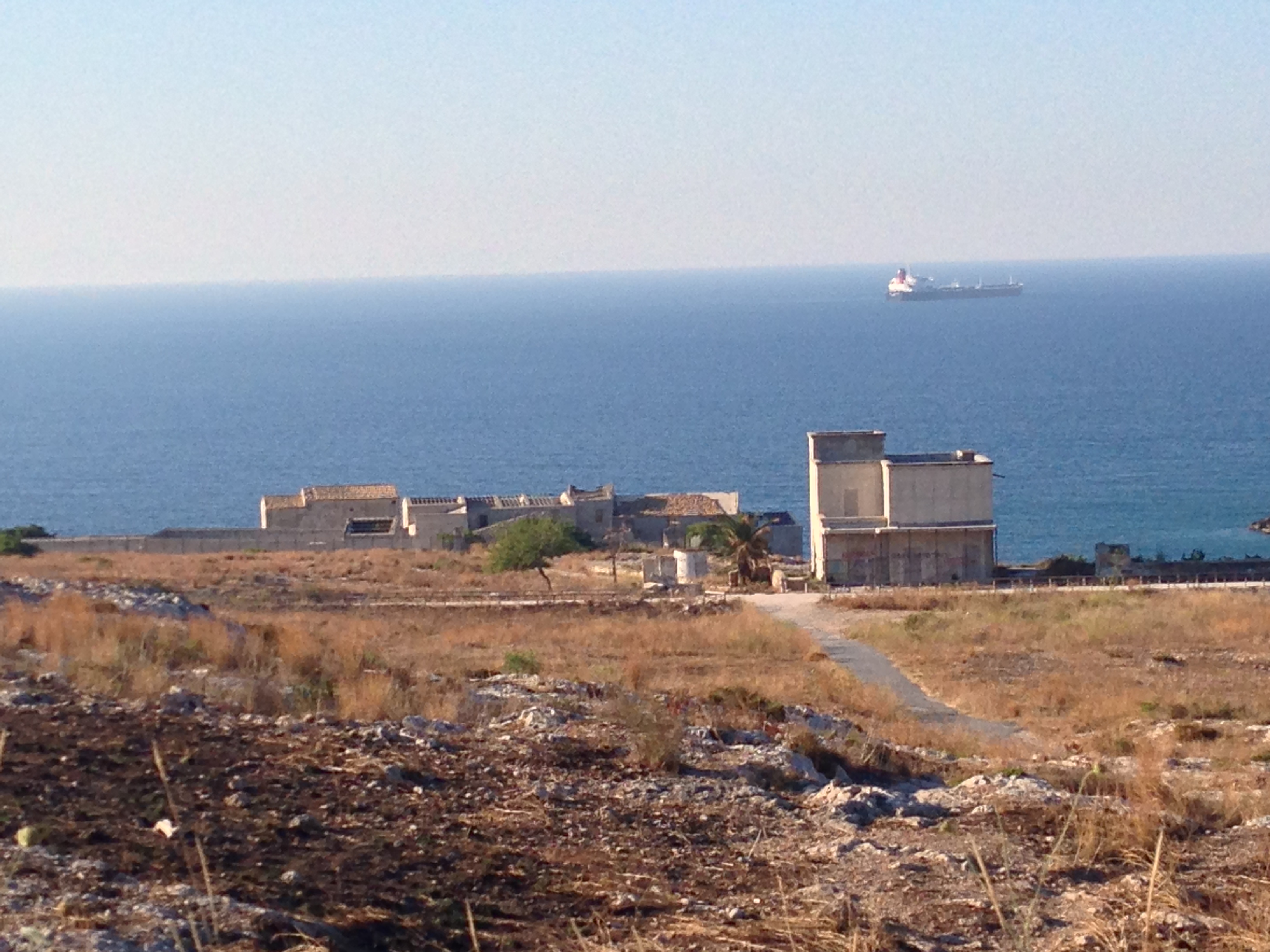
Foto d'insieme della tonnara
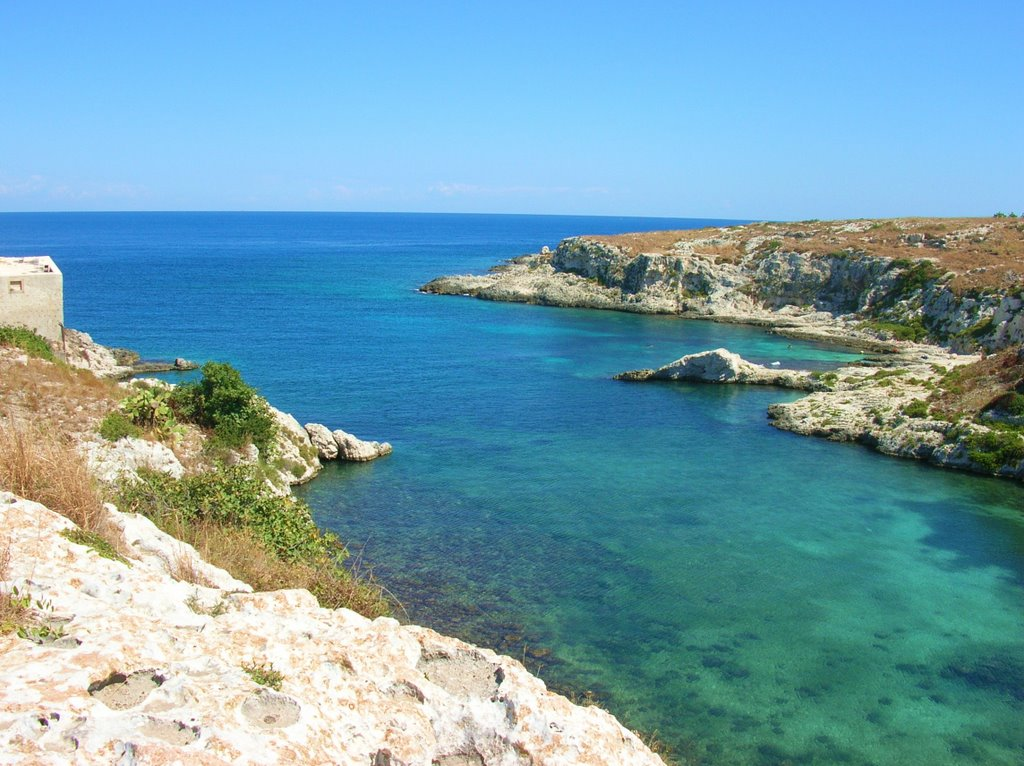
La baia della tonnara di Santa Panagia
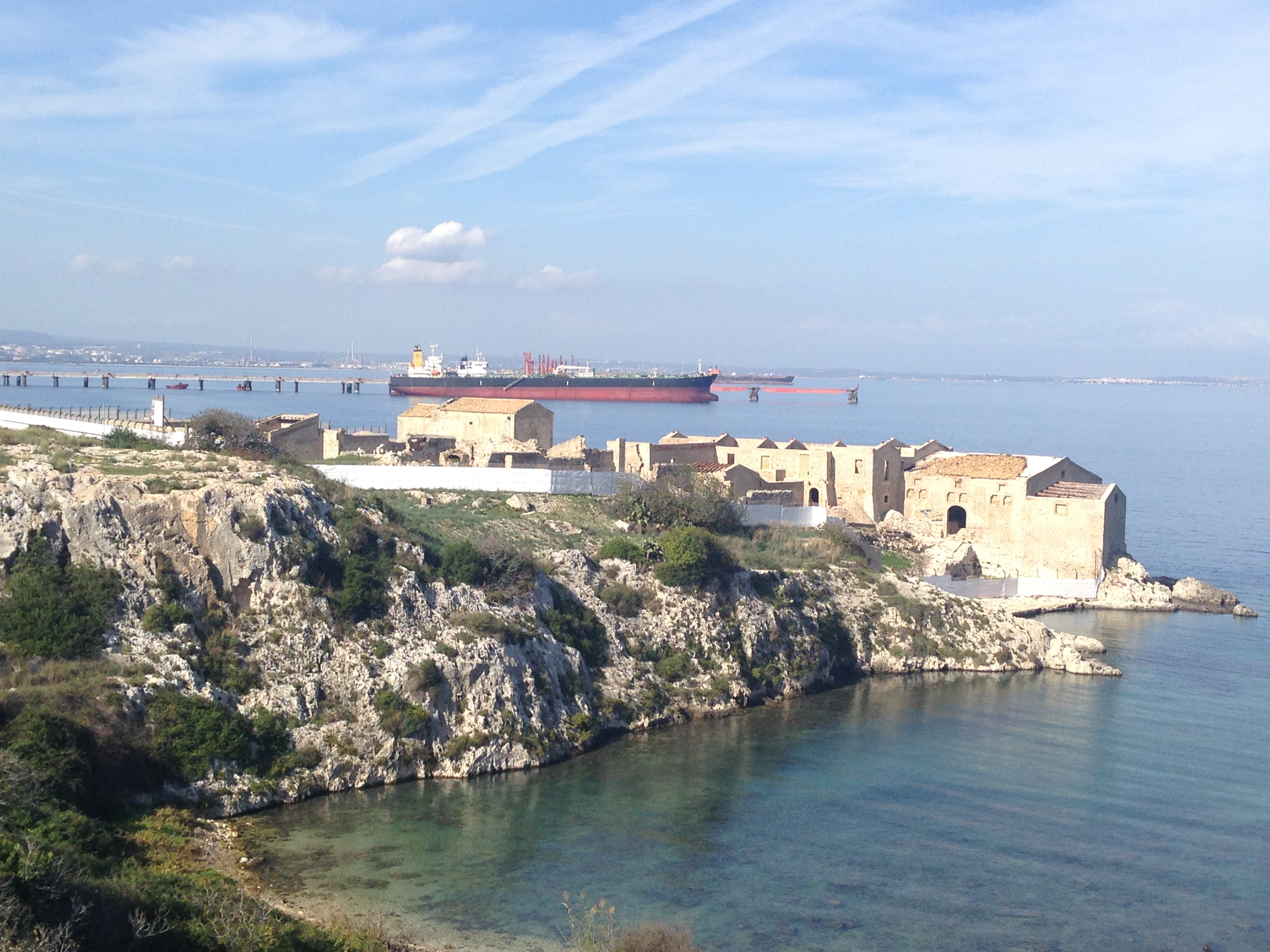
Scorcio della tonnara
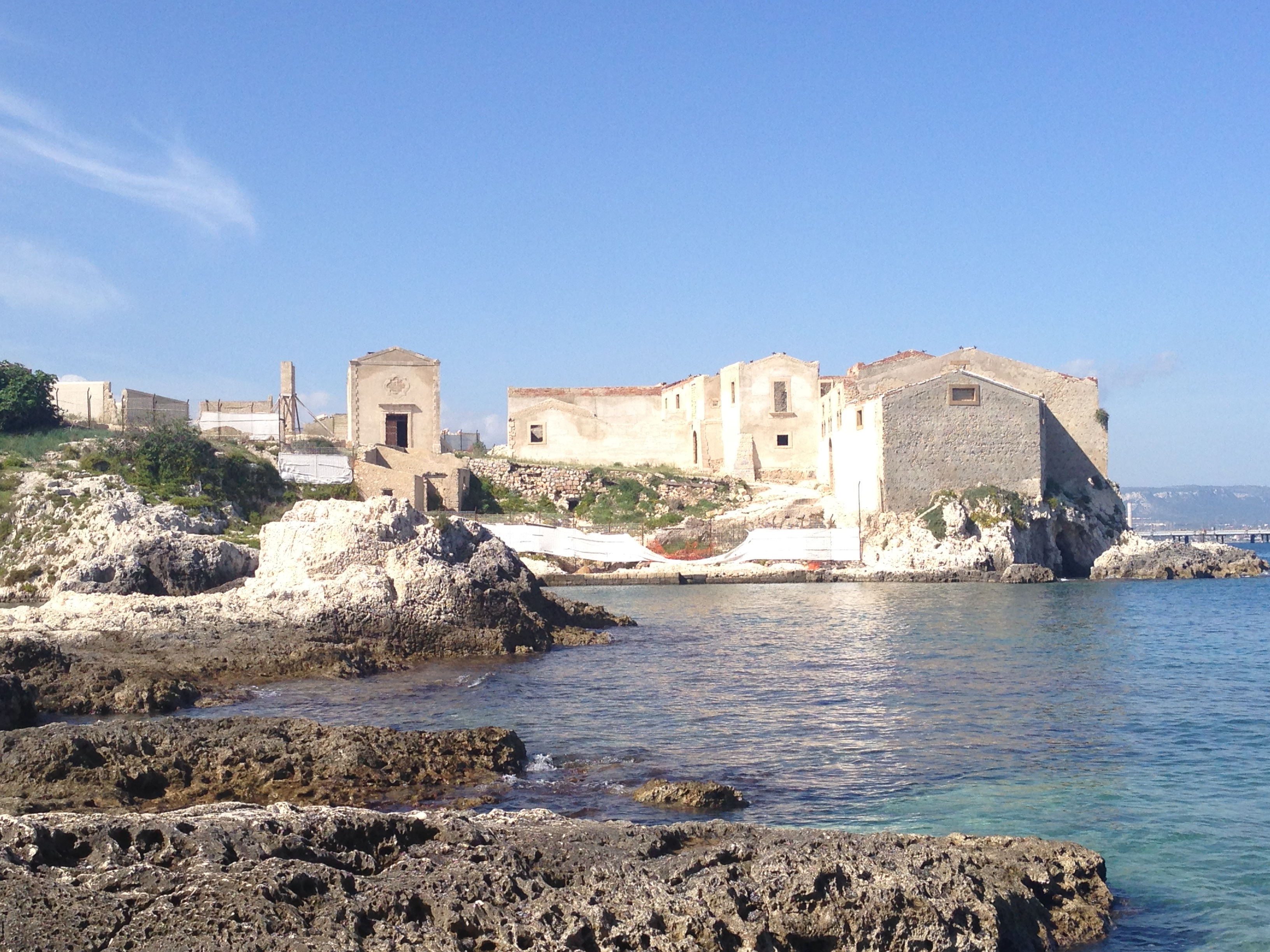
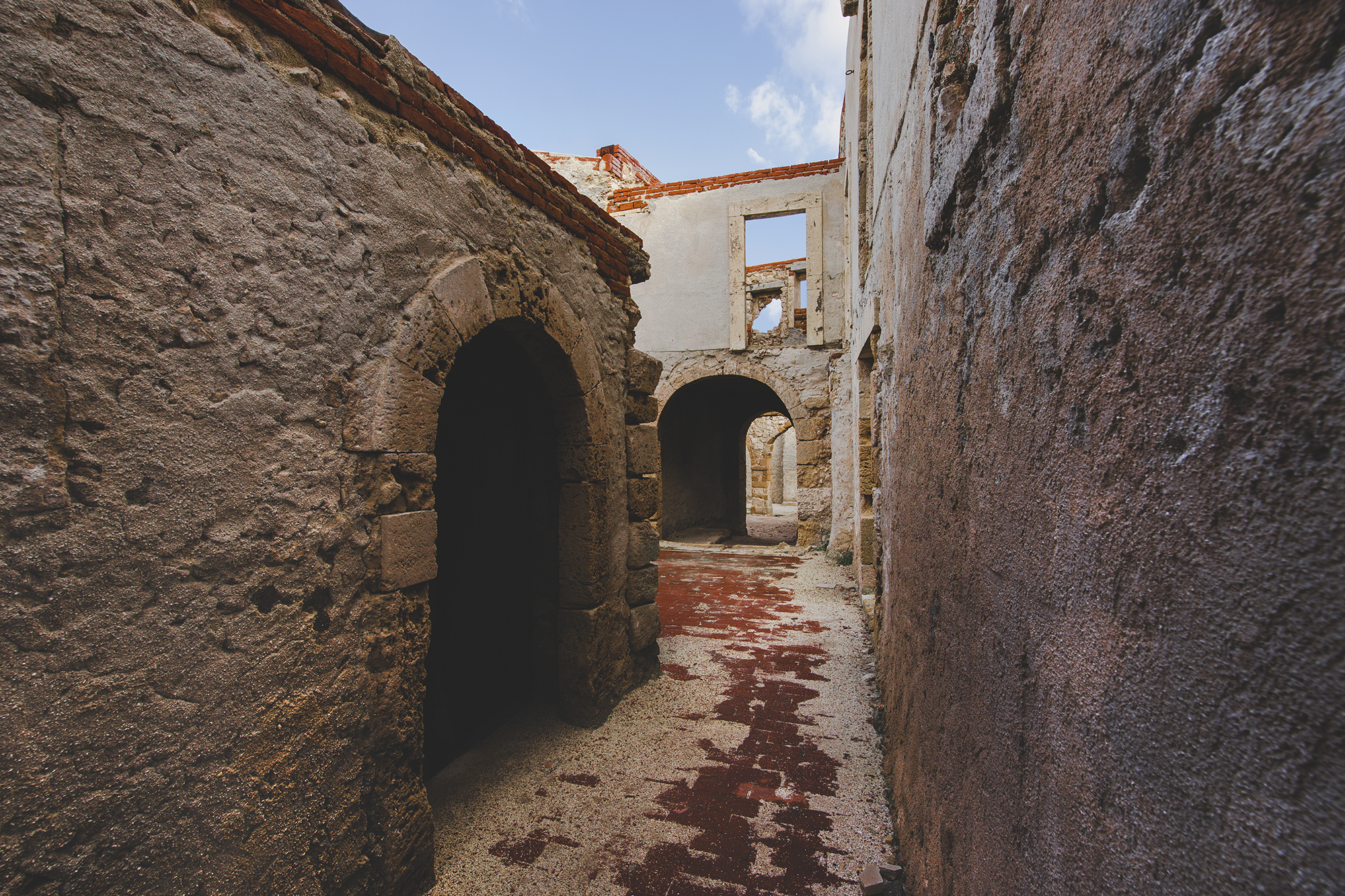
Interni della tonnara
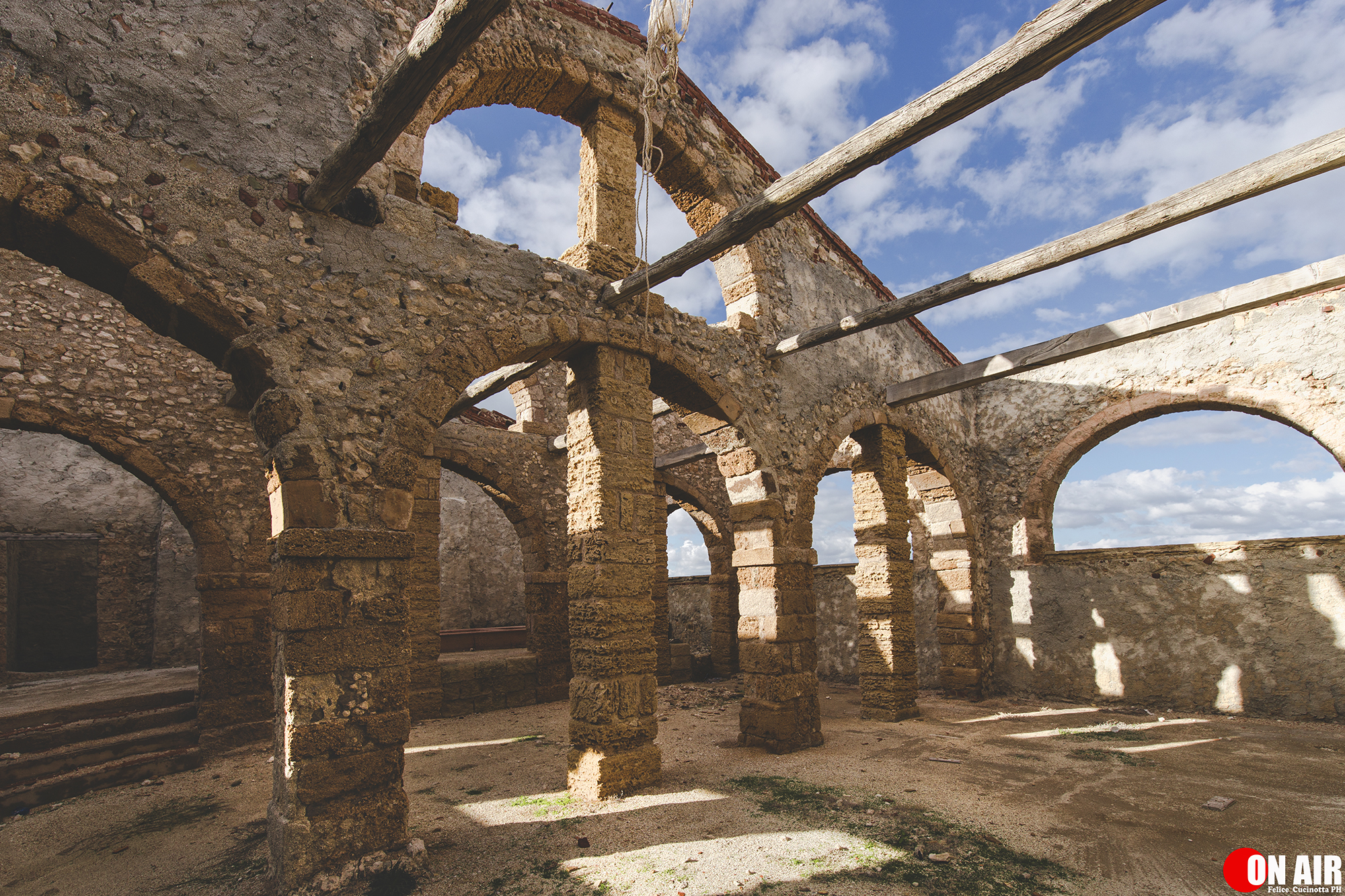
Interni della tonnara